# La Crucifixión (Medina de Rioseco)
La Crucifixión, también conocido como Lanzada de Longinos, El Longinos o La Lanzada, es una obra realizada por Andrés de Oliveros en 1673 y modificada por Francisco Díez de Tudanca en 1675 y por Tomás de Sierra en 1696. Portado el Viernes Santo por la Hermandad de la Crucifixión del Señor, el grupo escultórico está ubicado en la Capilla de los Pasos Grandes de Medina de Rioseco, en Valladolid (Castilla y León, España).

## Historia

### Elaboración

#### Contrato
La Cofradía de Nuestra Señora de la Soledad y Quinta Angustia contrató con Andrés de Oliveros el 25 de abril de 1673 la elaboración de un paso procesional; en virtud del contrato Oliveros debía tallar un total de siete esculturas para ser procesionadas el Viernes Santo, usando como referente un paso de idéntica temática perteneciente a la Cofradía Penitencial de Nuestra Señora de la Piedad de Valladolid. En el contrato consta que el escultor debía tallar un Cristo crucificado con las imágenes de la Dolorosa, San Juan y María Magdalena a los pies de la cruz y detrás de ellos una talla ecuestre de Longinos y un mancebo llevando las riendas (todas las esculturas debían medir siete pies de altura a excepción de Cristo, que debía tener seis pies). En el documento se establecía un plazo de cuatro meses para la elaboración del conjunto (cuyo cómputo empezaba el 1 de julio de 1673) y se especificaba además que Oliveros percibiría 5000 reales en pagos a plazos (500 en el momento de la firma y 150 semanales hasta completar el pago y la obra), figurando como garante una persona muy cercana al tallista: el ensamblador Juan de Medina Argüelles, quien recomendó a Oliveros para la hechura del conjunto.: 61  El entallador cumplió con su parte del contrato ejecutando el paso dentro del periodo de tiempo establecido, quedando constancia de que el 16 de marzo de 1674 se otorgó carta de pago y finiquito al escultor.: 171 

#### Modificaciones y pleito
El estofador y dorador Antonio Téllez de Meneses se encargó de policromar la obra, firmando el 27 de marzo de 1674 el contrato correspondiente, según el cual «quien a de pintar el dicho paso si se ajustare en la cantidad que fuere justo con la dicha cofradía Diego de Abendaño, estofador y pintor y dorador, vecino de esta ciudad» (en principio era con Abendaño con quien tanto la cofradía como Oliveros querían contratar el policromado).: 62  En el documento se hicieron constar detalladamente las tareas que Meneses debía acometer, quedando plasmado que una imagen de un centurión aún no estaba elaborada aunque sí proyectada (se realizaría un año después). La policromía fue negociada con Pedro Cabreros, Manuel del Río y Diego de Ribadeneira, cuya muerte repentina en la calle Mediana tras haber sido los tres atendidos por el mayordomo de la cofradía generó un gran interés en los habitantes, la hermandad y las autoridades civiles 
por aclarar lo sucedido.: 62  Una vez policromado el conjunto, labor valorada en 1500 reales, se procedieron a los pocos meses a pulir algunos aspectos (reparar rostros, drapeados y poses), tarea ejecutada por Oliveros que sin embargo no satisfizo a la cofradía, la cual contrató el 4 de julio de 1675 a Francisco Díez de Tudanca para que efectuase importantes modificaciones en la obra debido a que «el maestro que le hizo de lo que toca a escultura no lo hizo con todo el arte y perfecion se ha de volver a enmendar», alegando que el paso se hallaba «fuera de razón».
El artista tenía encomendadas varias labores, entre ellas desplazar las cabezas de algunas de las imágenes, variar las ropas, hacer la talla del crucificado más larga, reducir el tamaño del caballo, fabricar una nueva plataforma debido a que «las tablas han de yr atravesadas y no añadidas», hacer las figuras más ligeras puesto que «todo el paso solo le pueden llevar doce personas», y eliminar herrajes, debiendo a mayores tallar una imagen de un centurión que, según la cofradía, le faltaba al paso. Tal cantidad de variaciones supuso un precio de 2300 reales (600 al momento de la firma de la escritura y 1700 cuando empezase la reforma),: 171  poco menos de la mitad del valor pagado a Oliveros, quien volvió casualmente a Medina de Rioseco pocos días después de que Tudanca firmase el contrato con la cofradía; la hermandad exigió a la justicia local el arresto del escultor y que este reparase el conjunto por cuenta propia. Encerrado en la cárcel pública y nuevamente con Medina Argüelles como fiador,: 172  Oliveros tuvo que llevar a cabo todas estas labores a la fuerza, percibiendo tan solo 500 reales y debiendo acometer estas tareas bajo la estricta vigilancia de la cofradía, la cual destinó parte de su ermita para que el tallista pudiera trabajar, quedando Oliveros obligado a empezar las obras el 1 de agosto de 1675 y a terminarlas para finales del mes de octubre del mismo año. Deseosa de que no se volviesen a cometer los mismos errores, la cofradía especificó al artista en un nuevo contrato el 28 de julio de 1675: 172  que, a diferencia de las labores anteriores, su cometido quedaba reducido esta vez a un mero retoque del grupo de esculturas ya existente puesto que «en esta escritura no entra la hechura del centurión que está comprendida en la escritura de Francisco Díez de Tudanca».

#### Nuevas variaciones
Pese a todos los cambios efectuados la cofradía seguía sin estar satisfecha con las imágenes, por lo que en 1696 tomó la decisión de reemplazar las tallas de la Dolorosa, la Magdalena y San Juan, siendo las nuevas esculturas comisionadas a Tomás de Sierra, quien en ese momento se hallaba a cargo de las tallas y relieves del retablo mayor de la ermita de la cofradía. Además de la creación de nuevas imágenes, renovó y compuso la cruz así como las tallas de Cristo, Longinos y el mancebo, aligerando a su vez la plataforma del paso, tareas por las que percibió 2700 reales más otros 400 por la hechura de un sayón. Esto se tradujo en un aumento del valor artístico de la obra al ser las imágenes de Sierra, inspiradas en las originales, de una calidad notablemente superior a las de Oliveros y Tudanca.

### Paso rodante
Durante años circuló la leyenda de que poco después de la elaboración del grupo escultórico la cofradía solicitó a un carpintero de Medina de Rioseco la fabricación de mecanismos rodantes para trasladar tanto el paso de La Crucifixión como el de El Descendimiento. De acuerdo con este relato, cuando llegó Semana Santa solo se habían fabricado las ruedas para La Crucifixión, paso que salió con este sistema. Los portadores de El Descendimiento tuvieron que realizar un gran esfuerzo para sacar el paso a hombros, lo que provocó burlas del público hacia la forma de desfilar de La Crucifixión por no procesionar de forma tan meritoria, lo que llevó a los cofrades, heridos en su orgullo, a desintalar el mecanismo rodante y cargar el paso sobre los hombros. No obstante, la leyenda queda algo distorsionada si se revisa el libro de cuentas de la cofradía relativo al periodo 1688-1689, en el que consta que «se le hacen buenos cuarenta reales por hacer seis rruedas de olmo negrillo, herrarlas de yerro y abrir las caxas y ajustarlas al paso de Longinos», figurando a mayores un pago a Juan de Escobedo en concepto de «dos vigas de cuarto y sesma para meter las ruedas, herrarlas, clavos y chapas».
Anteriormente, en 1663, en la escritura firmada entre la cofradía y Tudanca para la hechura de El Descendimiento la primera de las cláusulas establecía que el paso debía tener «todos los demás herrajes y clavazon necesario y sus ruedas por bajo para que entre y salga [...] en las yglesias que le tocare andar todo muy bien seguro y firme». Esto, sumado a la frecuente adquisición de horquillas para el paso de La Soledad y a la irregularidad del pavimento de las calles, parece indicar que los sistemas rodantes eran empleados únicamente para facilitar el acceso a los templos así como la entrada y salida del lugar donde se custodiaban las obras, realizándose la procesión en sí a hombros. Actualmente ambos pasos son sacados e introducidos a pulso en la capilla por los cofrades, quienes deben realizar un gran esfuerzo para que las imágenes no toquen el dintel de la puerta, llegando casi a rozar los nudillos contra el suelo.

### Restauraciones

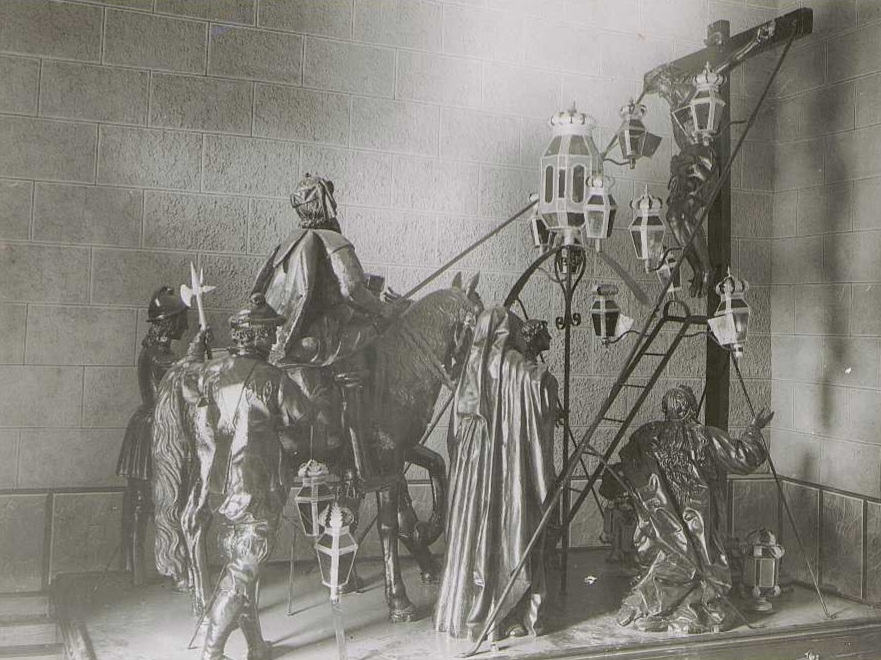
El grupo escultórico en su paso procesional (fotografía anterior a 1964).

En los años 1768-1769 se contrataron varios arreglos tanto para La Crucifixión como para El Descendimiento con Manuel Benavente y Tomás Riesgo, tareas por las cuales se les pagaron 200 reales más otros 24 en concepto de un retoque de la policromía, si bien no se sabe qué tipo de intervenciones se llevaron a cabo. En 1972 se eliminaron las diferentes capas de suciedad y añadidos hasta descubrir la policromía original, oculta bajo repintes, estucos y ceras protectoras aplicadas a lo largo de los años, logrando el resultado alcanzado sacar a la luz los detalles pictóricos, los volúmenes y la riqueza cromática de las esculturas, todo ello oculto bajo pátinas oscuras. En 1995 el conjunto debió ser restaurado debido a que la climatología de la capilla y la manipulación procesional habían causado agrietamientos, desencoladuras y desconchados en las imágenes. La primera fase comenzó en 1997 con la restauración de Longinos, el caballo, el mancebo y el sayón. El trabajo estuvo enfocado a la fijación de la policromía, la consolidación del soporte, tapado de grietas, injertos y encolado de piezas sueltas, y la eliminación de repintes y barnices. Se observaron deficiencias en la forma de sujeción de las piezas al tablero que estaban causando daños estructurales, siendo corregidas con técnicas de espigado y anclaje. En 1999 se intervino la talla de Cristo, con alteraciones en los anclajes y ensambles debido al volumen y las tensiones, procediéndose también a la localización de la policromía original. El mancebo se hallaba anclado por los pies al tablero y con el brazo al caballo, lo que le hacía vulnerable a las vibraciones durante la procesión, subsanándose este defecto con refuerzos de espigones y lazos. Las policromías originales, al temple de huevo y al óleo en las carnaciones, afloraron al ser retiradas las pátinas artificiales. Por su parte, la Dolorosa tuvo que ser corregida en lo relativo a la sujeción al tablero, debiéndose sanear las pequeñas fisuras causadas por el propio comportamiento de la madera. La Magdalena mostraba a su vez pequeñas grietas en los bloques, mientras que San Juan lucía agrietamientos en el brazo derecho y en la mano, ahuecados por el movimiento al sobresalir del tronco.: 102 

## Descripción

### Imágenes

#### Cristo
Una de las tres piezas que se conservan del conjunto original de Oliveros junto con Longinos y el mancebo. La imagen, de escaso patetismo, muestra a Cristo muerto en la cruz con la cabeza de perfil aunque no caída sobre el pecho, lo que junto con la rigidez del cuerpo resta naturalidad a la pieza. Posee carnaciones mate y diversos regueros de sangre recubren la anatomía, siendo el paño de pureza de amplios y rígidos pliegues.

#### Longinos
La imagen se halla a lomos de un caballo y posee un rostro falto de expresividad en el que sobresalen una boca abierta y una larga y espesa barba de marcadas ondulaciones. En la mano derecha porta la lanza con la que perfora el costado de Cristo, no apreciándose las gotas de sangre que según Santiago de la Vorágine cayeron sobre sus ojos y le curaron de sus problemas de visión. Viste un sayo en color oliva con botonadura frontal (acorde a la moda del siglo XVII), calzón color calabaza, botas altas en tono burdeos, turbante blanco con franjas verdes y rojas, y una capa bermellón artísticamente recogida en el brazo izquierdo y de amplio vuelo, como si se hubiese visto sacudida por una ráfaga de viento, destacando un antinatural arqueamiento de las piernas, detalle también apreciable en una imagen de Longinos conservada en el Museo Nacional de Escultura. Por su parte, el caballo luce un aspecto muy realista producto de numerosas reformas.: 172 

#### Mancebo
De 1,90 metros (una de las tallas más grandes del grupo junto con Longinos y el crucificado),: 172  el mancebo muestra un rostro apenas visible debido a que se cubre la cara con la mano izquierda, mientras con la derecha sujeta las riendas del caballo. De rostro juvenil, viste jubón de color granate con botonadura frontal y mangas abultadas en verde oscuro con acuchillado, camisa blanca que anecdóticamente sobresale por debajo del jubón, calzones del mismo tono que las mangas también con acuchillado, botas en granate con envés dorado y sombrero a juego con los calzones y las mangas.

#### Centurión
El centurión, única obra de Tudanca en el grupo y erróneamente atribuida a Oliveros hasta principios del siglo XXI,: 172  luce una pose muy forzada y hierática, carente de expresividad y caracterizada por una rigidez antinatural. Porta una lanza en la mano derecha y viste coraza de policromía oscura a juego con las botas y sayo burdeos con acuchillado a través del cual se divisa una camisa naranja, luciendo un casco sobre la cabeza. Destacan un pronunciado bigote con las puntas hacia arriba y una melena larga hasta los hombros. Está relacionada con una talla de un general perteneciente al paso del Azotamiento, obra de Tudanca y Antonio de Ribera conservada en el Museo Nacional de Escultura.: 172 

#### Sayón
De una calidad notablemente superior a las tallas de Oliveros y Tudanca, el sayón, conocido como «El Chatarrilla», representa a un hombre de mediana edad con rasgos angulosos y rostro muy expresivo. Con la mano izquierda sostiene una lanza mientras que la derecha está alzada. Viste sayo en color burdeos, mangas color calabaza con acuchillado a la altura del codo (a través del cual se aprecia tela en color verde), calzones oscuros con acuchillado en el muslo dejando ver tela naranja, botas oscuras y gorro del mismo tono que las mangas.

#### María Magdalena
La Magdalena se encuentra de rodillas con los brazos alzados. El rostro muestra desesperación y en el mismo destacan una boca entreabierta y un mentón redondeado, enmarcado todo por una melena larga con dos mechones a ambos lados que caen sobre el pecho y casi llegan a la cintura. Viste túnica verde pálido con escote en pico y ceñida por encima de las caderas, camisa interior blanca con envés granate y botonadura en las muñecas, y un rico manto anaranjado con envés en azul, dotado de voluminosos pliegues y adornado con estampado vegetal.

#### San Juan
La talla muestra a un joven con la vista alzada y el rostro caracterizado por una mezcla de entre tristeza y resignación, perfilado por una desordenada cabellera ondulada propia de la plenitud del barroco. La mano izquierda acentúa el dolor de la escena al estar posada sobre el pecho, mientras que el brazo derecho se halla extendido en dirección al crucificado. Luce túnica en color oliva ajustada a la cintura, sandalias y manto de suaves pliegues en forma de arista con policromía bermellón y ribete dorado.

#### Dolorosa
La Dolorosa es, junto con la Magdalena y San Juan, la que aporta carácter emocional a la obra. El dolor y la aflicción por la muerte de Cristo quedan patentes en su rostro, influenciado por imágenes como la Dolorosa de la Vera Cruz, pieza original del conjunto de Gregorio Fernández titulado El Descendimiento, y la talla de Santa Teresa emplazada en la Iglesia de Nuestra Señora del Carmen Extramuros, del mismo autor. Con la vista dirigida hacia el cadáver de su hijo, el sufrimiento se acentúa gracias a una boca abierta, unas cejas arqueadas y unos pómulos enrojecidos. Ambos brazos están flexionados y desplazados al lado derecho, con las manos juntas y los dedos entrelazados aferrando un pañuelo. La figura muestra una leve torsión hacia la derecha, lo que permite resaltar la curvatura de algunos pliegues. La Virgen viste túnica bermellón de gruesos drapeados y ceñida a la cintura, toca blanca enmarcando el rostro y cubriendo parte del tórax, y un manto azul el cual cae desde la cabeza hasta los pies, mostrando un artístico recogido al estar sujeto al cíngulo que ciñe la túnica, lo que produce una cascada de pliegues curvilíneos al estilo de la talla de Santa Teresa de Fernández conservada en el Museo Nacional de Escultura.
Esta imagen, de gran movimiento pese a tratarse de una composición muy cerrada, se halla entre las mejores del catálogo de Sierra. Su gran parecido con la Dolorosa emplazada en la Capilla del Santo Cristo de la Catedral de Orense sirvió a su vez para que esta última pudiese ser adjudicada en su momento a la producción del escultor, aunque actualmente se la considera obra de Pedro de Ávila.: 286  Junto con la Magdalena, San Juan y el sayón, la Virgen cuenta con una gran influencia del arte vallisoletano, teniendo tanto ella como San Juan reminiscencias con el Paso Nuevo de Nuestra Señora y San Juan, obra atribuida a Tudanca y su entorno, si bien muestran un estilo innovador ya que los acabados son más suaves y los pliegues adoptan forma de arista.

### Tablero

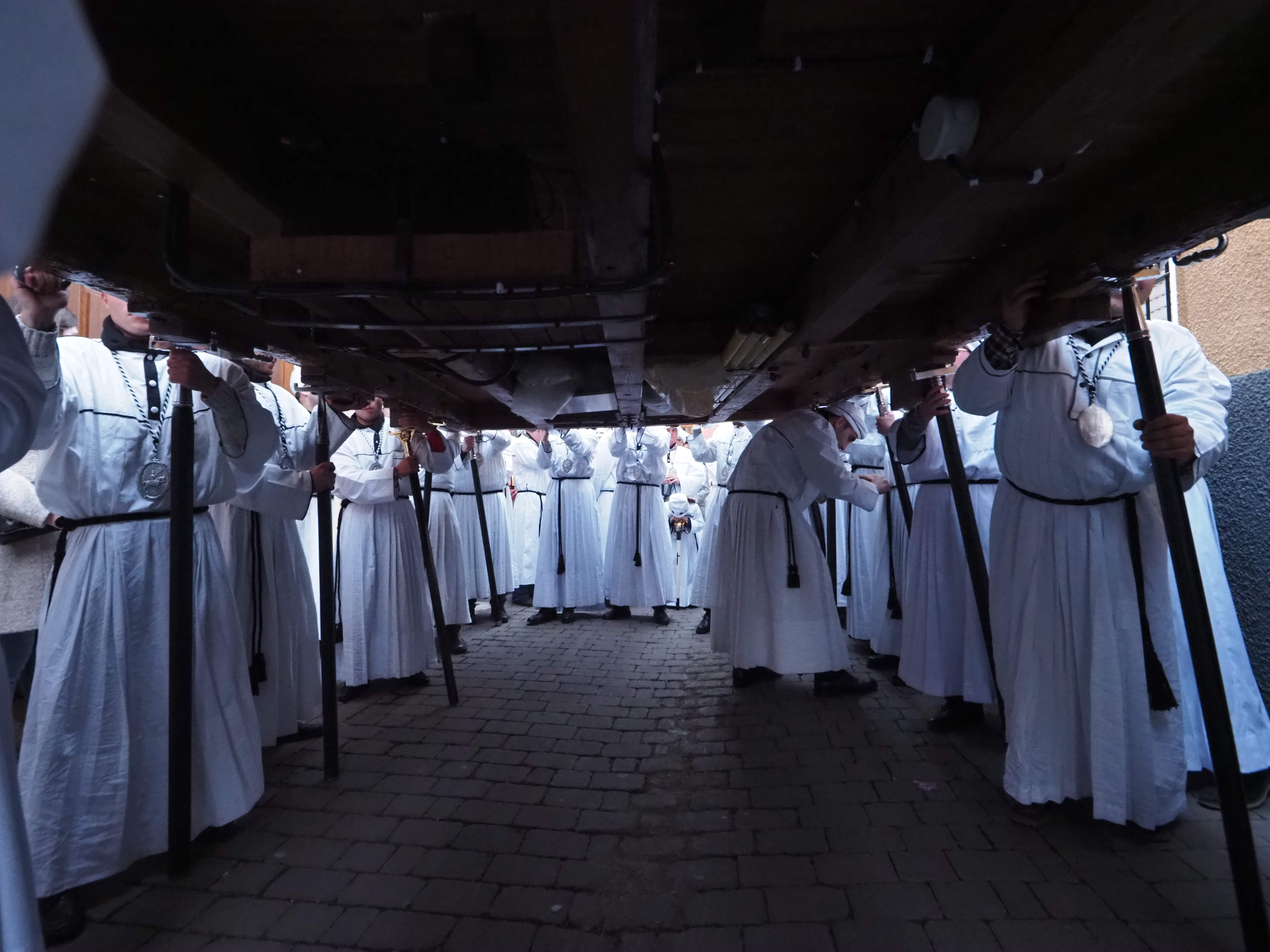
Tablero del paso.

El tablero es diferente a los utilizados por otras cofradías de Medina de Rioseco, al estar construido siguiendo criterios de funcionalidad en detrimento del adorno, lo que le da al conjunto procesional la sobriedad y solidez propias de un paso de grandes proporciones y peso. Por otra parte, los elementos sobresalientes o delicados podrían entorpecer las labores de maniobra al salir y entrar el paso en la capilla o de horquillado durante el recorrido procesional. El tablero actual del paso es similar al que aparece en las fotografías y filmaciones de principios de siglo XX, más ligero y con una pequeña balconada de celosía adornando el perímetro superior.: 51 
En mayo de 1929 se decidió cambiar el tablero. El 8 de diciembre se convocó una Junta General Extraordinaria para detallar la construcción del mismo y para habilitar una partida económica con la que sufragar los costes de policromado, lo que indica que el tablero se encontraba ya en la fase final y con el beneplácito de la comitiva. También fue necesario el bruñido de las argollas que sirven para apoyar la mano del lado del hombro que soporta el peso. El Viernes Santo de 1930 el paso procesionó con el nuevo tablero, más fuerte que el anterior y sin la pequeña balconada de celosía, retirándose en 1964 los hierros de sujeción del grupo de faroles en la parte central de la escena y colocándose las luces en los extremos del tablero.
A la pieza resultante se la puede definir como robusta y de líneas rectas; consta de un bastidor de madera de grandes dimensiones y resistencia, capaz de soportar el peso de 1400 kilos de todo el grupo. En paralelo se disponen cinco vigas de madera a cuyos extremos se encuentran los palotes. A lo largo de los laterales derecho e izquierdo y de los cinco palotes delanteros y traseros se colocan los veinte hermanos que transportan a hombros el paso. Las vigas están unidas entre sí mediante travesaños reforzados con nervios de hierro, mientras que la parte superior se cubre con entarimado de tablones ensamblados y enmarcados por una moldura de poca altura (al observar el reverso del tablero se crea la sensación de estar bajo la techumbre de una de las típicas viviendas castellanas). Cuando los hermanos lo elevan, las distintas piezas se arquean para adaptarse a los desniveles de las calles y a la altura de los portadores, generando un chasquido característico.: 50 